# لینو کائوزو
لینو کائوزو (انگلیسی: Lino Cauzzo؛ زادهٔ ۳ فوریهٔ ۱۹۲۴) بازیکن فوتبال اهل ایتالیا است.
از باشگاه‌هایی که در آن بازی کرده‌است می‌توان به باشگاه فوتبال یوونتوس، باشگاه فوتبال ونتزیا، و باشگاه فوتبال لچه اشاره کرد.